# ヴァシリ・ザイツェフ
ヴァシリ・グリゴーリエヴィチ・ザイツェフ（ロシア語: Васи́лий Григо́рьевич За́йцев, ラテン文字転写: Vasilij Grigor'evich Zajtsev, 1915年3月23日 - 1991年12月15日）は、第二次世界大戦中活躍したソビエト連邦の狙撃兵。終戦時の階級は大尉。1943年1月に目を負傷するまでスターリングラード攻防戦で活躍。257人の敵兵を殺害し、ソ連邦英雄、ヴォルゴグラード名誉市民などの称号を得た。

## 経歴
現在のチェリャビンスク州に位置するエリノ町（現：アガポフスキー地区）出身。ロシア人。マグニトゴルスクの建築専門学校を卒業。1936年から海軍に入隊し、軍事経済学校を卒業。第二次世界大戦当初は、ロシア太平洋艦隊の会計班長だった。
ザイツェフはウラル山脈で育ち、鹿の狩猟によって射撃技術を磨いた狩猟の名手であった。ザイツェフはロシア・ウサギを意味する「ザーイカ」の物主形容詞から作られた姓。そのため、彼が指導した狙撃手達は「子ウサギ」を意味する「ザイシャ」とあだ名を付けられた。
1942年9月から第284狙撃師団に所属する第1047狙撃連隊に配属され、スターリングラード攻防戦に参加した。彼は1942年11月10日から12月17日までの間に225人のドイツ軍将兵を倒している。この中には中尉を含んだ11人の狙撃兵も含まれる。彼は11月10日以前にも、特別仕様でないモシン・ナガン・ライフルで32人のドイツ兵を倒した。ザイツェフは化学工場の廃墟に設けた狙撃兵訓練学校で28人の兵士を狙撃手として育成し、結果として3,000人以上のドイツ兵が戦死したと云われている。
彼の評判は口伝えに全ソビエト軍に広まっていった。これによって不十分な装備しか与えられず、疲れ切って、空腹に苦しむ前線の兵士達は勇気付けられたのである。
1943年1月に目を負傷したが、フィラトフ教授の治療によって視力を回復することが出来た。その後前線に復帰し、大尉に昇進。ドニエプル川近郊で終戦を迎えた。戦時中、狙撃手のための教範2冊を執筆しており、それによれば、彼の狙撃手法は2人1組のペア3組で同一地帯をカバーする6人組（シェスチョールカ、шестерка）であったことが示されている。
戦後はキエフ（現:キーウ）の工場の管理職を歴任した。1991年12月15日死去。彼は生前ヴォルゴグラードに埋葬されることを希望していたが、キエフに埋葬された。
2006年1月31日、ザイツェフの遺骸はヴォルゴグラードのママエフ・クルガンに改葬された。

## スターリングラードでの決闘
スターリングラード攻防戦において、ドイツ国防軍はザイツェフの脅威に対抗して腕利きの狙撃手を送り込んだという。その人物は数百人の戦果を挙げていたベルリンの狙撃兵学校教官、エルヴィン・ケーニッヒ（Erwin König）少佐 （資料によってはハインツ・トールヴァルト（Heinz Thorvald）大佐） で、ザイツェフを追跡し抹殺するよう命を受けていた。ザイツェフもまた、敵側に熟達の狙撃手が現れた事を受けて、彼（ケーニッヒ）の擬装や射撃の傾向を学んで対処するよう上官である第284狙撃師団長から命じられた。
ザイツェフはパートナーの観測手ニコライ・クリコフと政治将校ダニロフと共に数日間ケーニッヒを追い求め、ついにトタン板と瓦礫の下に隠れている彼を発見した。ダニロフが肩を撃たれたが、クリコフがヘルメットを囮にしてケーニッヒの発砲を誘うことで、その正確な位置を把握したザイツェフが彼を討ち取った。
モスクワの戦争博物館には、ケーニッヒの狙撃銃から取り外されたとされるスコープが今もなお展示されている。
しかし、この両軍を代表する狙撃の名手による対決という逸話は、「ケーニッヒ少佐」または「トールヴァルト大佐」なるドイツ軍将校が、ソ連側のプロパガンダの中に登場するだけでドイツ側の記録に該当者が存在せず（そもそもベルリンにはドイツ軍の狙撃兵学校自体が無かった）、現在に到るまで実在が確認されていない人物である点に加え、ソ連側においても、特筆すべき出来事にもかかわらず当時の戦時日誌やNKVDへの報告書に記載が見当たらないという事実から、名狙撃手ザイツェフを英雄としてより引き立てるためのソビエト連邦当局による創作という見方が一般的である。

## 名誉と褒章
- ソ連邦英雄称号（1943年2月22日）
- 英雄都市ヴォルゴグラード英雄市民（1980年6月7日）
- レーニン勲章
- 赤旗勲章 2回
- 一等祖国戦争勲章
- 各種勲章

## 創作作品
- 2001年のハリウッド映画『スターリングラード』（原題:Enemy at the Gates）
  - 彼の伝説を元に作られた映画で、映画の中盤以降においては上記のケーニッヒ少佐との対決が軸となる。この映画でザイツェフをイギリスの俳優ジュード・ロウ、ケーニッヒ少佐をエド・ハリスがそれぞれ演じている。映画内においてケーニッヒ少佐は戦死した場合にプロパガンダに利用される事を避けるため「存在しない狙撃兵」として従軍し、主人公ザイツェフに敗れて戦死する。
- 小説『鼠たちの戦争』にもザイツェフが登場する。

## 参照
1. ↑  因みにここでの「狙撃」はRifle DivisionやRifle Regimentの慣例的な訳（ないしは誤訳）であって、普通の歩兵を意味する。決して師団や連隊を構成する兵すべてが狙撃兵であるわけではない。
2. ↑  http://www.warheroes.ru/hero/hero.asp?Hero_id=481
3. ↑  Craig, William (1973), Enemy at the Gates - the battle for Stalingrad, Penguin Books Ltd., ISBN 0-141-39017-4
4. ↑  『赤軍記者グロースマン』、P.244 - 252